# 迈克·贝雷斯
迈克·贝雷斯（英語：Mike Beres，1973年5月13日—），出生于安大略省布兰特福德，加拿大男子羽毛球运动员。他曾获得2003年泛美运动会羽毛球比赛男子单打金牌，2007年泛美运动会男子单打和男子双打金牌。